# 1996 AT3
1996 AT3 är en asteroid i huvudbältet som upptäcktes den 13 januari 1996 av de båda japanska astronomerna Seiji Ueda och Hiroshi Kaneda i Kushiro.
Asteroiden har en diameter på ungefär 8 kilometer.